# Wojaszówka (gromada)
Wojaszówka – dawna gromada, czyli najmniejsza jednostka podziału terytorialnego Polskiej Rzeczypospolitej Ludowej w latach 1954–1972.
Gromady, z gromadzkimi radami narodowymi (GRN) jako organami władzy najniższego stopnia na wsi, funkcjonowały od reformy reorganizującej administrację wiejską przeprowadzonej jesienią 1954 do momentu ich zniesienia z dniem 1 stycznia 1973, tym samym wypierając organizację gminną w latach 1954–1972.
Gromadę Wojaszówka z siedzibą GRN w Wojaszówce utworzono – jako jedną z 8759 gromad na obszarze Polski – w powiecie krośnieńskim w woj. rzeszowskim na mocy uchwały nr 24/54 WRN w Rzeszowie z dnia 5 października 1954. W skład jednostki weszły obszary dotychczasowych gromad Wojaszówka, Bajdy, Łączki Jagiellońskie i Wojkówka ze zniesionej gminy Bratkówka oraz obszar dotychczasowej gromady Przybówka ze zniesionej gminy Frysztak w tymże powiecie. Dla gromady ustalono 23 członków gromadzkiej rady narodowej.
31 grudnia 1961 do gromady Wojaszówka włączono obszar zniesionej gromady Łęki Strzyżowskie w tymże powiecie; z gromady Wojaszówka wyłączono natomiast wieś Wojkówka, włączając ją do gromady Bratkówka w tymże powiecie.
Gromada przetrwała do końca 1972 roku, czyli do kolejnej reformy gminnej. 1 stycznia 1973, Wojaszówka na okres trzech i pół lat utraciła funkcje administracyjne. Powróciła do nich dopiero 2 lipca 1976, kiedy to w województwie krośnieńskim utworzono gminę Wojaszówka.